# Vittorio Amedeo Ranuzzi de' Bianchi
Vittorio Amedeo Ranuzzi de' Bianchi (Bologna, 14 luglio 1857 – Roma, 16 febbraio 1927) è stato un cardinale e arcivescovo cattolico italiano.

## Biografia
Nacque a Bologna il 14 luglio 1857 nel palazzo Ranuzzi di via Santo Stefano, 43, già Vizzani e poi Lambertini, ora Sanguinetti; era il figlio primogenito di Giancarlo (1833-1892), esponente della nobile famiglia senatoria dei Ranuzzi, conti di Porretta nonché di Pian del Voglio, e di Cesarina de' Bianchi dei conti di Piano. Venne battezzato avendo per padrino il conte Giuseppe de' Bianchi e per madrina la contessa Teresa Bianchetti. Ricevette poi il sacramento della confermazione nel 1865, all'età di otto anni.

### Formazione e ministero sacerdotale
Compì con lode gli studi, fu erudito nelle lettere, nelle scienze, nella teologia ed in giurisprudenza; ebbe tra gli insegnanti di filosofia il dotto canonico Francesco Battaglini, poi cardinale e arcivescovo di Bologna. Sentendo maturare una forte vocazione religiosa nonostante fosse il primogenito, che di solito era destinato alla prosecuzione della dinastia, entrò nel Seminario arcivescovile di Bologna e fu ordinato sacerdote il 13 marzo 1880 dal cardinale Lucido Maria Parocchi, arcivescovo metropolita di Bologna, incardinandosi nella medesima arcidiocesi. Il giorno seguente celebrò la prima messa nella chiesa parrocchiale della Santissima Trinità, vicino alla casa paterna, assistito dal suo parroco e padrino di cresima monsignor Nicola Zoccoli e dallo zio don Lodovico Ranuzzi, fratello di suo padre.
Svolse il ministero pastorale nell'arcidiocesi, frequentando al contempo il Collegio teologico di Bologna, dove nel 1882 fu dichiarato dottore in teologia ed in utroque iure, sia diritto canonico che civile, il 27 luglio 1886. Il suo primo campo di apostolato sacerdotale fu l'assistenza e l'educazione spirituale di giovani che frequentavano le scuole serali della sua parrocchia (Santissima Trinità di Via Santo Stefano), fondate da monsignor Bedetti e largamente beneficate dal padre Gian Carlo Ranuzzi. Don Vittorio Amedeo teneva i corsi di storia sacra e di liturgia, che in quelle scuole si insegnavano con il "catechismo superiore": il disegno, la calligrafia, l'italiano, l'aritmetica e la musica. Riusciva a conciliare l'attività di studio con quelle diocesane: oltre alla direzione delle già menzionate scuole, si occupava anche di quella della congregazione festiva di Santa Maria degli Angeli, organizzava pellegrinaggi, come nel 1888 a Roma per il giubileo di Leone XIII, e meritori intrattenimenti specialmente musicali e teatrali in collaborazione con il fratello Pio Gaspare ed il cugino Ferdinando.
Apprezzato per i suoi studi e titoli conseguiti, non poteva passare inosservato nella curia bolognese e l'arcivescovo Lucido Maria Parocchi lo volle tra i sacerdoti in curia, nominandolo prima canonico onorario del Capitolo della Chiesa metropolitana di San Pietro nel 1885 e dal 1892 primicerio del medesimo capitolo ed affidandogli il compito di direttore spirituale del seminario, oltre che di docente dello stesso dal 1894 al 1899.
Con decreto del re Umberto I del 26 aprile 1894 fu autorizzato ad aggiungere, insieme al fratello Pio Gaspare e alla sorella Margherita, al proprio cognome quello di de' Bianchi della madre, rimasto senza discendenti maschi,  e iniziando un nuovo ramo dei conti Ranuzzi.
Ma la fama del Ranuzzi varcava ormai le soglie della sede metropolitana di Bologna verso Roma. Papa Leone XIII lo nominò nel 1899 prelato domestico di Sua Santità e, dopo una brevissima permanenza nella Segreteria di Stato, il 13 settembre di quell'anno lo inviò consigliere presso la nunziatura apostolica in Francia a servizio del nunzio e futuro cardinale Benedetto Lorenzelli. Era un momento difficile quello in nunziatura, quando affiorarono nuovamente le difficoltà poste dal governo francese alla libertà ed alla dignità della Santa Sede. In quel periodo monsignor Ranuzzi oltre agli affari correnti, ebbe a cuore la situazione degli emigranti italiani a Parigi e collaborò con il nunzio per dare loro aiuto ed assistenza. Espletò la carica con diplomazia, rettitudine e fermezza. La sua opera fu ricompensata con la maggior onorificenza francese, infatti il ministro degli esteri Théophile Delcassé lo insignì della Legion d'onore.

### Ministero episcopale
Ritornato in Italia nel 1903 e resasi vacante la diocesi di Recanati e Loreto in seguito alla morte di monsignor Guglielmo Giustini, avvenuta il 27 aprile, con bolla pontificia del 22 giugno il pontefice lo nominò vescovo della medesima sede. Ricevette l'ordinazione episcopale il 12 luglio dello stesso anno a Roma, nella cappella delle oblate di Tor de' Specchi, per le mani del cardinale bolognese Pietro Respighi, vicario generale per la diocesi di Roma, assistito dagli arcivescovi Giuseppe Maria Costantini, titolare di Patrasso, e da Rafael Merry del Val, titolare di Nicea e presidente della Pontificia accademia ecclesiastica, nonché futuro segretario di Stato. La letizia di quel giorno fu turbata dalle notizie provenienti dal Vaticano e recate al cardinale vicario proprio durante il banchetto in onore del nuovo vescovo: il papa Leone XIII, che stava ormai spegnendosi (ma sopravvivrà ancora quindici giorni), avrebbe ricevuto nel pomeriggio il viatico, per cui si intimava a Respighi e al suo seguito di presenziare alla cerimonia.
Ottenuto anche il regio exequatur con decreto del 26 novembre dello stesso anno, poté prendere possesso della diocesi l'8 dicembre seguente e dedicarsi alla cura ed alla crescita del culto nella basilica. Per otto anni si dedicò al suo episcopato. Il programma di Ranuzzi ispirato a san Francesco di Sales si concretizzò nel ripristino dell'osservanza ai precetti della Chiesa, agendo risolutamente contro gli abusi e le ingiustizie, cose per cui arrivò ad essere minacciato di morte. Si adoperò per la promozione dell'oratorio festivo della gioventù, con la quale, come già un tempo a Bologna, amava trovarsi, nell'insegnamento della dottrina cristiana in ogni parrocchia, nel riguardo per la formazione del clero in seminario, nello zelo pastorale delle visite che per due volte in soli otto anni compì in ogni angolo della diocesi, nella carità verso i poveri ai quali distribuiva ogni settimana il pane da lui benedetto e verso la caritatevole Società di San Vincenzo de' Paoli, del qual santo era del resto devoto, portandone pure il nome, senza dire delle continue elemosine e dei lavori edilizi ordinati e condotti a termine in vescovado. Fondò una commissione liturgica, una commissione artistico-musicale, un collegio di Censori. Venne anche incaricato dal pontefice di una delicata missione presso don Romolo Murri, negli anni del dissenso fra il Vaticano ed il cattolicesimo politico, per convincerlo a non osteggiare i voleri della Chiesa.
Il 27 novembre 1911 fu innalzato da papa Pio X ad arcivescovo titolare di Tiro, nominandolo tre giorni dopo suo maestro di camera. Appena eletto al soglio pontificio, il nuovo papa Benedetto XV, stimandolo, conoscendolo di persona e avendo apprezzato l'opera svolta a Parigi, ed essendo stato arcivescovo di Bologna, lo promosse come prefetto del Palazzo apostolico (era il 7 settembre 1914), ufficio che era stato vacante per tre anni, ed egli ebbe modo di esercitare subito quella funzione incominciando dall'incoronazione del nuovo pontefice.

### Cardinalato
Papa Benedetto XV lo elevò al rango di cardinale, con il titolo di Santa Prisca, datogli tre giorni dopo, nel concistoro del 6 dicembre 1916, ma un paio di mesi prima della creazione, il papa aveva voluto che in via riservata fosse lo stesso suo maggiordomo ad annunciare la nomina all'anziana madre Cesarina, la quale rispose con una lettera piena di riconoscenza.
Il medesimo pontefice, con un breve del 9 giugno 1919, lo nominò protettore del Sacro Militare Ordine Costantiniano di San Giorgio. L'8 dicembre successivo visitò la diocesi di Recanati e Loreto, accolto festosamente da quelle genti di cui era stato vescovo.
Dal 2 al 6 febbraio 1922 partecipò al conclave che vide eletto papa Pio XI. Il 10 settembre 1922 fu, insieme al cardinale Giovanni Tacci Porcelli, il primo cardinale a volare, per recarsi a Loreto a bordo di un Caproni pilotato dal colonnello Armani per un convegno in onore della Madonna di Loreto, patrona degli aviatori. Fu camerlengo del Collegio cardinalizio dal 30 marzo 1925 al 21 giugno 1926. L'8 dicembre 1926 presiedette la cerimonia dell'incoronazione della Beata Vergine Refugium Peccatorum a San Michele ai Corridori a Roma. In quella occasione, tre mesi prima della sua morte fu eseguito quello che fu l'ultimo ritratto fotografico. Volle la decorazione della cupola ad affresco della Beata Vergine di Santa Luca ad opera del suo pittore preferito, Giuseppe Cassioli. È raffigurata l'invocazione alla Madonna regina della pace da parte del pontefice Benedetto XV tra i prelati bolognesi cardinal Vittorio Amedeo Ranuzzi de' Bianchi e cardinal Giovanni Battista Nasalli Rocca di Corneliano, arcivescovo di Bologna, che avevano voluto l'opera realizzata tra il 1922 e il 1932.
Già cavaliere di onore e devozione, il 9 Marzo 1921 fu promosso balì gran croce d'onore e devozione del Sovrano Militare Ordine di Malta, cavaliere di gran croce del Sovrano Militare Ordine Costantiniano di San Giorgio, cavaliere dell'Ordine Gerosolimitano del Santo Sepolcro, cavaliere dell'Ordine di San Michele di Baviera e cavaliere dell'Ordine di Francesco Giuseppe d'Austria. La cultura ed esperienza così molteplice acquisita in campo pastorale e diplomatico, resero preziosa la sua opera nelle Congregazioni romane di cui fece parte negli ultimi suoi anni di vita. Appartenne alle sacre Congregazioni del concilio, dei riti, dei religiosi della reverenda Fabbrica di San Pietro di Roma, nonché degli affari ecclesiastici straordinari.
Morì il 16 febbraio 1927 all'età di sessantanove anni a Roma. Il rito funebre fu celebrato nella basilica di Santa Maria in Trastevere. La salma venne trasportata a Bologna nella cattedrale metropolitana di San Pietro il 21 febbraio, lì benedetta e poi sepolta nella cappella gentilizia di famiglia all'interno del Cimitero monumentale della Certosa (chiostro IX, braccio di ponente) a Bologna il giorno seguente.

## Genealogia episcopale e successione apostolica
La genealogia episcopale è:
- Cardinale Scipione Rebiba
- Cardinale Giulio Antonio Santori
- Cardinale Girolamo Bernerio, O.P.
- Arcivescovo Galeazzo Sanvitale
- Cardinale Ludovico Ludovisi
- Cardinale Luigi Caetani
- Cardinale Ulderico Carpegna
- Cardinale Paluzzo Paluzzi Altieri degli Albertoni
- Papa Benedetto XIII
- Papa Benedetto XIV
- Papa Clemente XIII
- Cardinale Marcantonio Colonna
- Cardinale Giacinto Sigismondo Gerdil, B.
- Cardinale Giulio Maria della Somaglia
- Cardinale Carlo Odescalchi, S.I.
- Cardinale Costantino Patrizi Naro
- Cardinale Lucido Maria Parocchi
- Cardinale Pietro Respighi
- Cardinale Vittorio Amedeo Ranuzzi de' Bianchi

La successione apostolica è:
- Arcivescovo Emidio Trenta (1911)
- Cardinale Enrico Gasparri (1915)
- Arcivescovo Francesco Cherubini (1915)
- Arcivescovo Tito Trocchi (1915)
- Vescovo Próspero Maria Gustavo Bernardi, O.S.M. (1920)
- Vescovo Giovanni Pranzini (1921)